# 温州经济技术开发区
温州经济技术开发区是位于浙江省温州市的国家级经济技术开发区。

## 简介
开发区成立于1992年3月16日，位于龙湾区。现辖状蒲园区（委托高新区管理）、滨海园区、金海（丁山）园区和天成垦区，委托管理星海、天河、沙城、海城4个街道，管辖面积95平方公里。它是浙江南部唯一的国家级开发区。
主要发展新能源新材料、电子信息、关键汽车零部件、先进装备制造、海洋科技创业、现代物流、总部经济七大产业园。2011年全区工业总产值545.67亿元，地区生产总值180.94亿元，财政收入23.5亿元。

## 著名公司
全区现有680家工业企业，其中规模以上企业350家，亿元产值以上企业70家。
以滨海园区的正泰、富士产业园、百力橡胶、雪花、立可达包装、汇润机电、人本集团、福达股份、光达电子、博德包装，金海园区的中光科技、上力叉车、环科电子、瑞明汽车、华通电力、天晶新能源、澳博新能源、索乐新能源等20家产值20亿元以上的企业为主要代表。